# ダイアモンド・アーム
『ダイアモンド・アーム』（原題:Бриллиантовая рука  Brilliantovaya ruka, 英題: The Diamond Arm）は1968年製作のソビエト連邦時代のスラップスティック風味のコメディ映画である。日本未公開。
ソ連時代に作られたコメディ映画だが、日本では劇場未公開。本国のロシアでは大ヒットをし、アメリカでも公開された。原題の意味はダイヤモンドの腕。

## スタッフ
- 監督・脚本・原案：レオニード・ガイダイ
- 撮影：イーゴル・チェルヌイフ
- 音楽：アレクサンドル・ザツェーピン

## キャスト
- アンドレイ・ミローノフ
- ユーリー・ニクーリン
- スタニスラフ・チェカン
- ノンナ・モルジュコーワ
- レヴ・ボリヤコフ